# Josef Matoušek
Josef Matoušek (13. ledna 1906 Hořice – 17. listopadu 1939 Praha) byl český historik a vysokoškolský pedagog popravený 17. listopadu 1939.

## Život
Josef Matoušek byl synem JUDr. Josefa Matouška (v té době soudního adjunkta v Hořicích, pozdějšího národně demokratického ministra průmyslu, obchodu a živností) a jeho manželky Marie, rozené Jínové.
V roce 1924 maturoval na reálném gymnáziu na Smíchově na Smíchově a poté historii na Filosofické fakultě Univerzity Karlovy, kde byl žákem Josefa Šusty; promován byl 13. 2. 1929. V roce 1931 začal pracovat v Archivu země České. Badatelsky se zajímal zejména o 15. a 16. století a české dějiny v 19. století.
Politicky byl činným v Československé národní demokracii a poté v Národním sjednocení. Kritizoval Benešovu politiku a požadoval lepší vztahy s tehdejším Polskem a Itálií. V mnoha svých názorech se shodoval s Karlem Kramářem. Během Mnichovské krize jednoznačně podporoval obranu země a byl i spoluautorem manifestu českých historiků, který byl adresován historikům francouzským.
Po německé okupaci se stal členem Národního souručenství a Českého svazu pro spolupráci s Němci, který však na rozdíl od kolaborantské Česko-německé společnosti odmítal proněmecký aktivismus. Ve svých článcích se Matoušek zastával Čechů v okupovaném pohraničí, kladl důraz na ochranu českého jazyka, národního hospodářství a kultury a taktéž požadoval větší míru autonomie. Měl i podíl na vydání Balbínovy Obrany jazyka slovanského, zvláště českého. Ve svých politických názorech byl pořád českým nacionalistou. Vedl korespondenci se svými známými ze studií v Římě, kteří byli fašisticky zaměření, ale nesouhlasili s italským spojenectvím s nacistickým Německem.
V listopadu 1939 se podílel na přípravě Opletalova pohřbu, 16. listopadu vymohl studentům audienci u prezidenta Háchy, ke které však vzhledem k následujícím událostem již nedošlo. 17. listopadu 1939 byl okolo čtvrté ráno zatčen gestapem v bytě svých rodičů a téhož dne bez soudu popraven v ruzyňských kasárnách. Popraven byl jako první z popravených toho dne.

## Dílo
- Úsilí o český deník roku 1860 a založení Národních listů (1928)
- Karel Sladkovský a český radikalismus za revoluce a reakce (1929)
- Kurie a boj o konsistoř pod obojí za administrátora Rezka (1931)
- Cancellaria Arnesti a dvě sbírky formulářové století patnáctého (1933)
- Z nejnovějších studií o italských o risorgimentu (1933)
- Turecká válka v evropské politice v letech 1592-1594 (1935)

## Ocenění
- – Československý válečný kříž 1939-1945 (in memoriam, udělen v roce 1945)
- – Medaile Za hrdinství in memoriam (2022)

## Fotogalerie

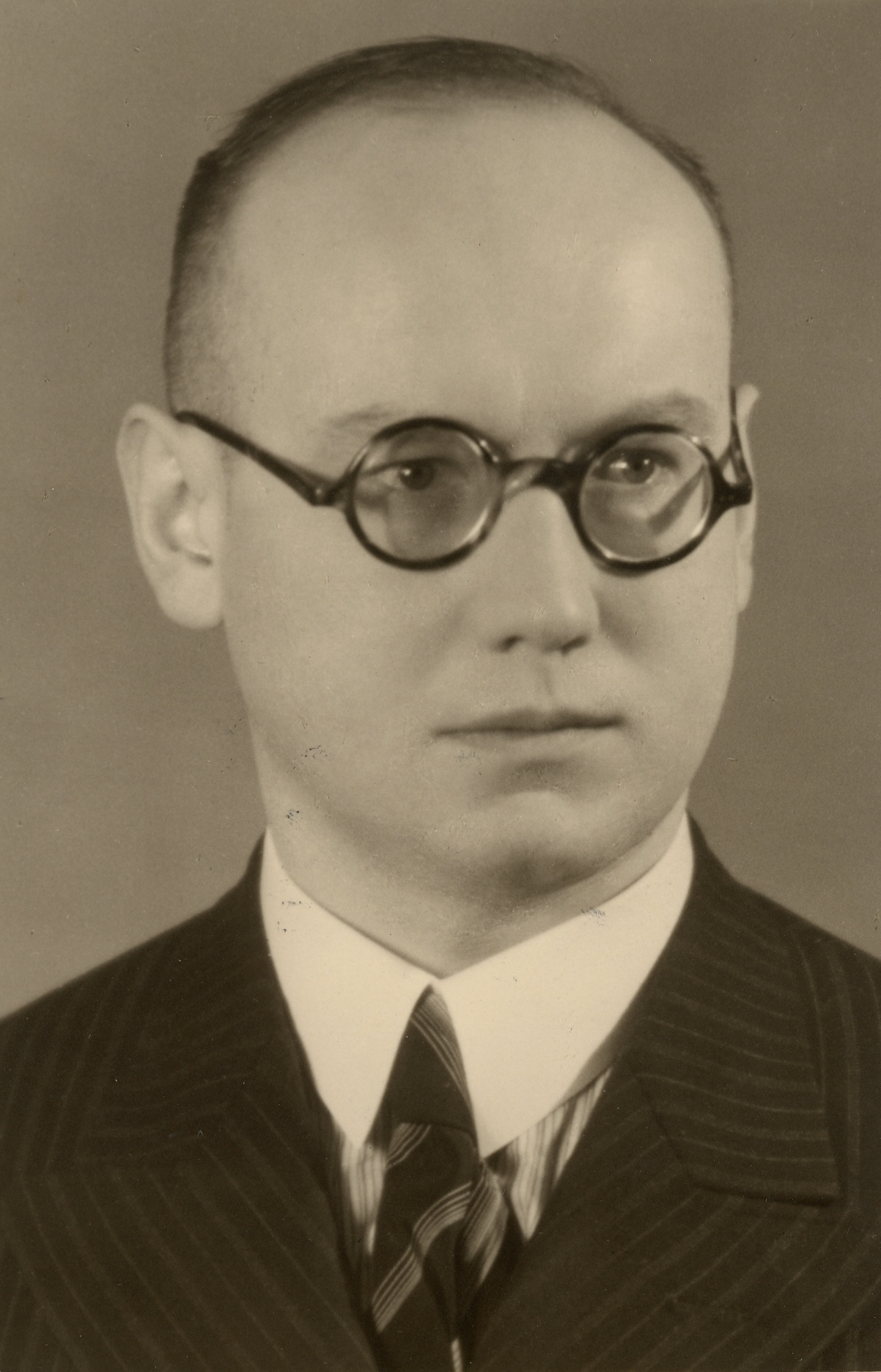
Josef Matoušek (studentská léta)
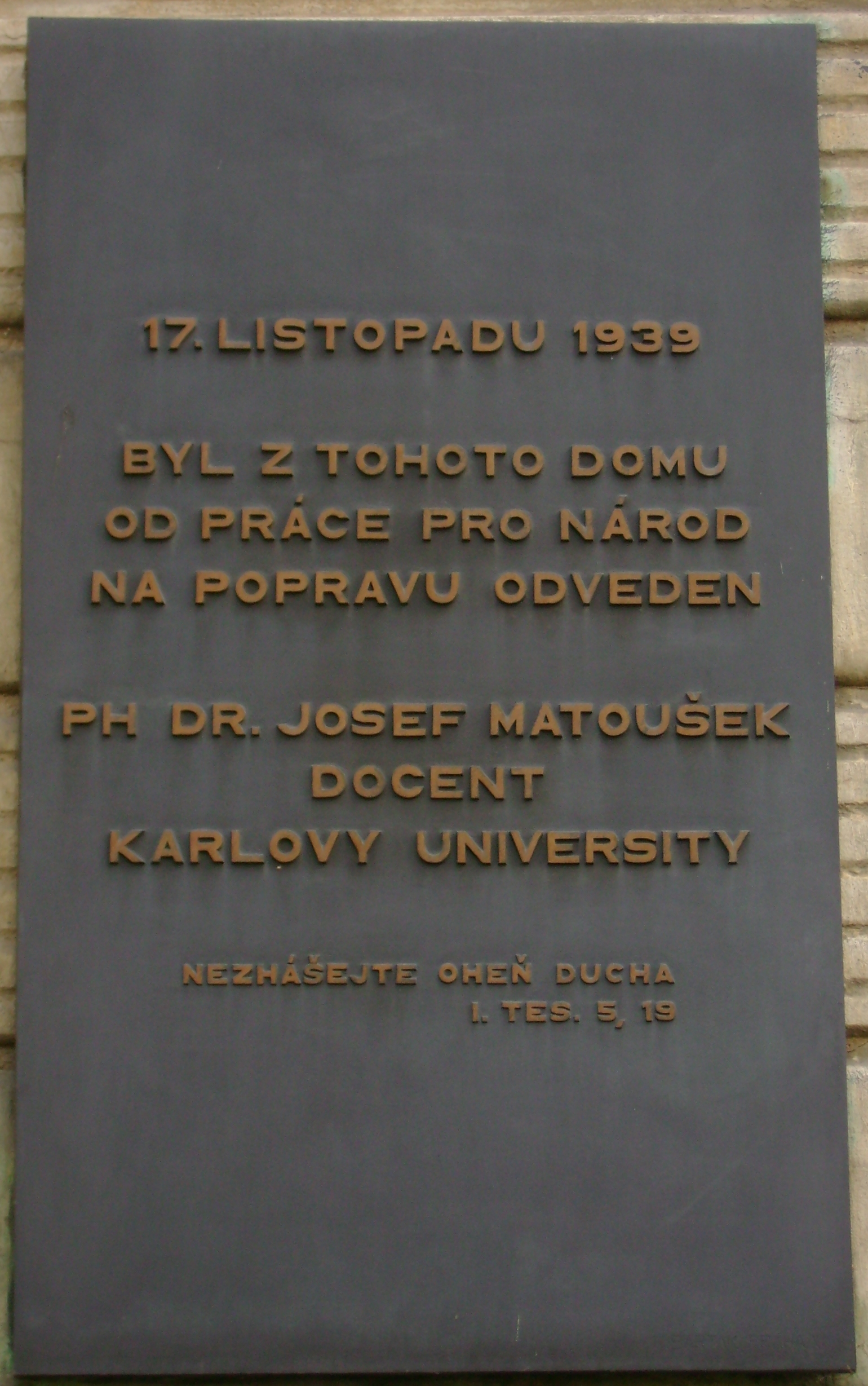
Pamětní deska (Praha-Smíchov, Švédská 1084/31)
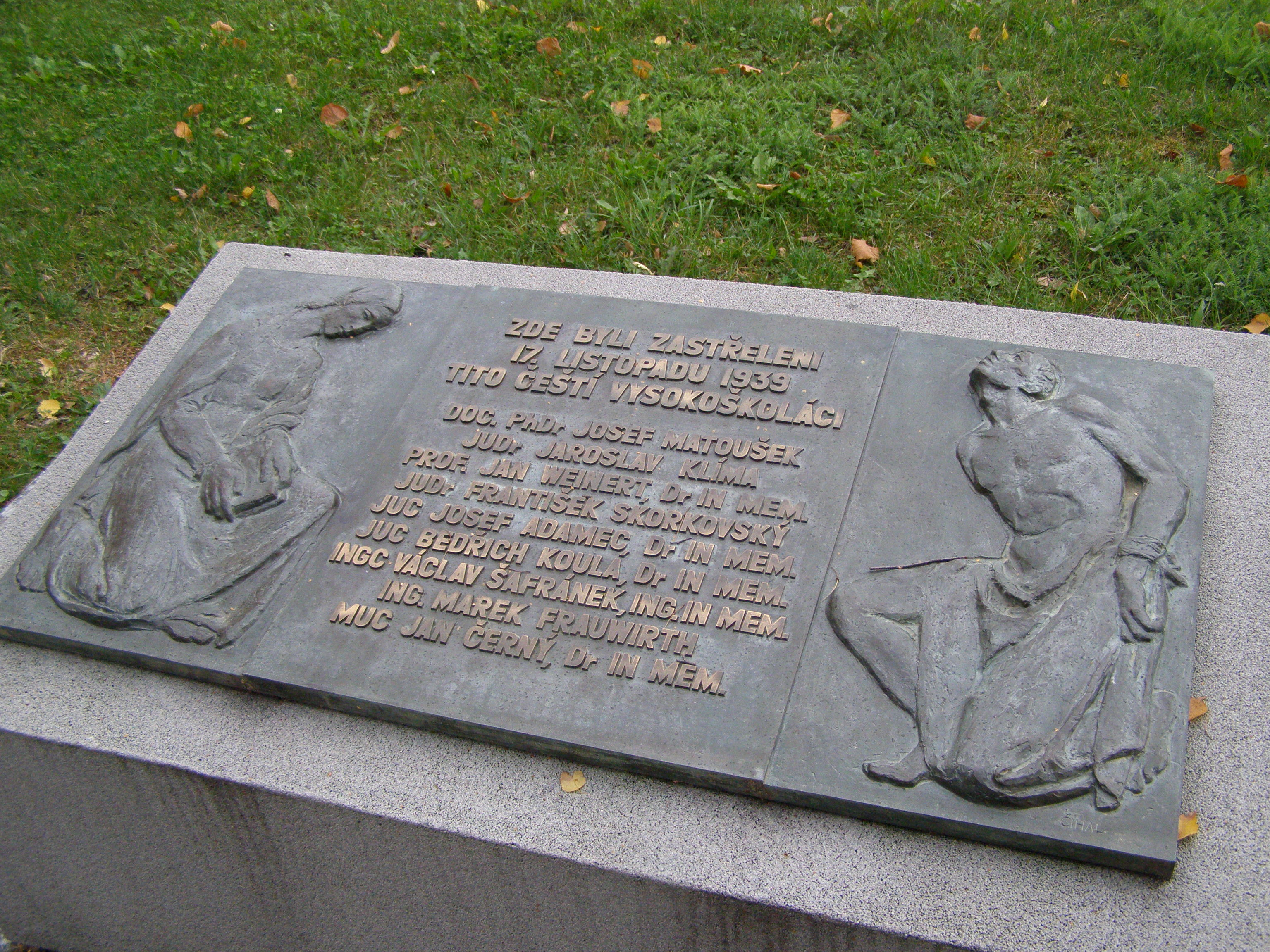
Připomínka popravy devíti hlavních představitelů studentského hnutí dne 17. listopadu 1939 na památníku v kasárnách 17. listopadu v Praze Ruzyni
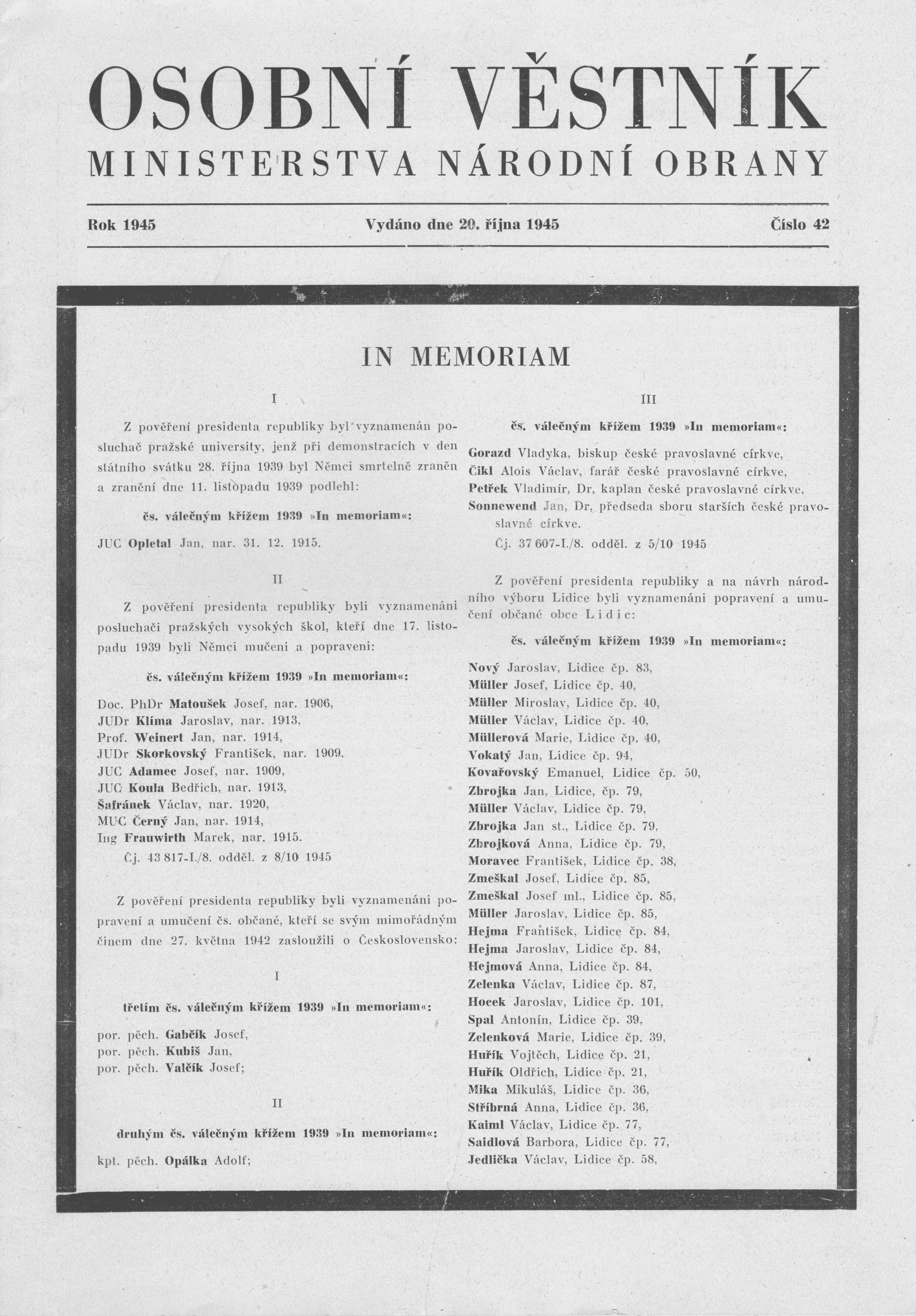
Osobní věstník MNO číslo 42 ze dne 20. října 1945 - titulní strana: udělení Československého válečného kříže 1939-1945
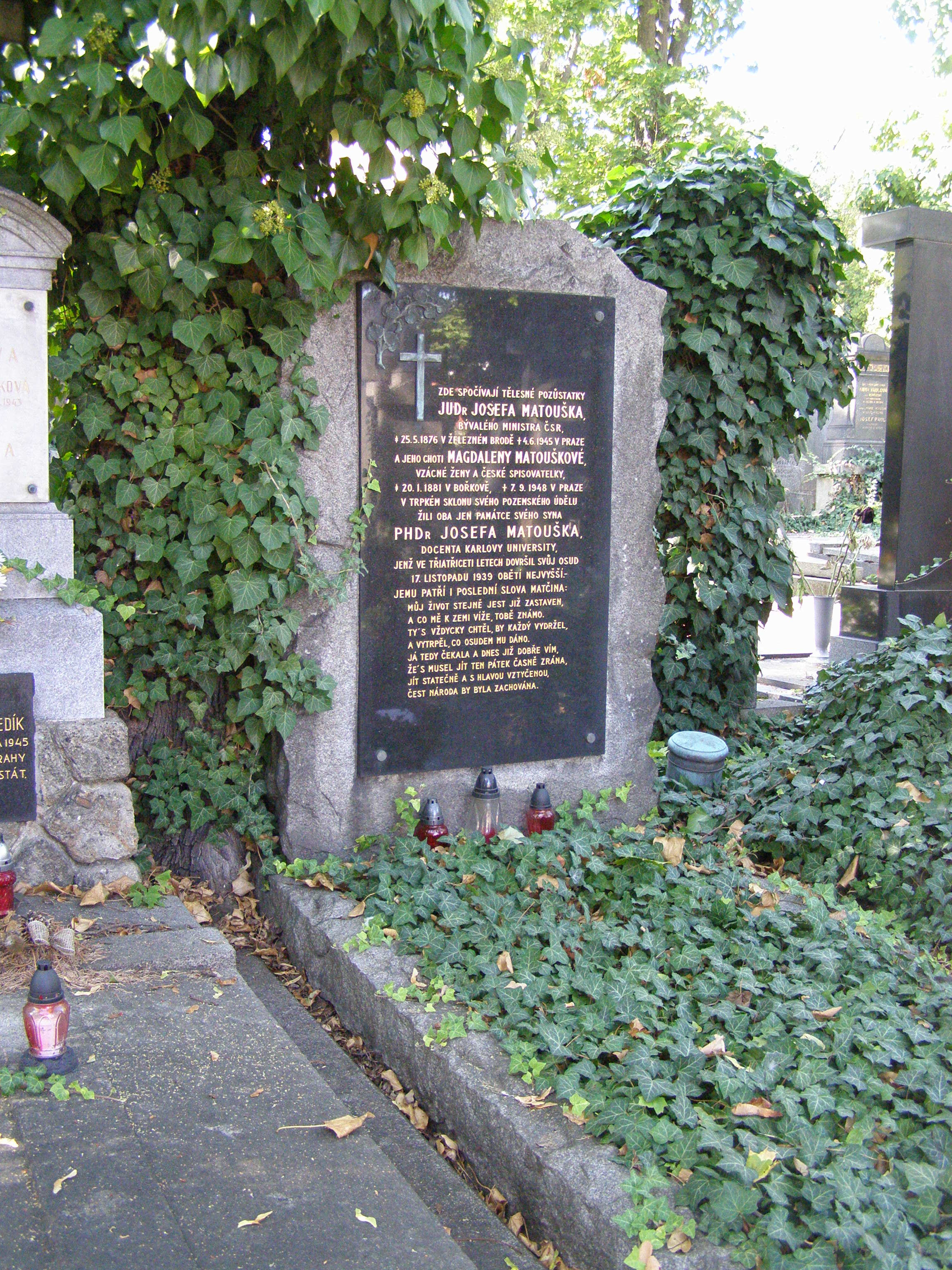
Rodinný hrob na pražském hřbitově Malvazinky